# Titus Hoenius Severus (Konsul 170)
Titus Hoenius Severus war ein im 2. Jahrhundert n. Chr. lebender Angehöriger des römischen Senatorenstandes.
Durch eine Inschrift ist belegt, dass Severus im Jahr 170 Suffektkonsul war. Sein gleichnamiger Vater, Titus Hoenius Severus, war ordentlicher Konsul des Jahres 141.